# Список персонажей романа «Евгений Онегин»
Список персонажей романа Александра Пушкина «Евгений Онегин» в порядке упоминания, сгруппированные по темам.

## Действующие лица
- Евгений Онегин — один из его возможных прототипов — Чаадаев, названный самим Пушкиным в первой главе. Важное влияние на образ Онегина оказал лорд Байрон и его «байроновские герои», Дон Жуан и Чайлд Гарольд, которые также не раз упоминаются самим Пушкиным. «В образе Онегина можно найти десятки сближений с различными современниками поэта — от пустых светских знакомцев до таких значимых для Пушкина лиц, как Чаадаев или Александр Раевский. То же следует сказать и о Татьяне»[1]. В начале романа (1819 г.) ему 24 года[2].
- Дмитрий Ларин — отец Татьяны Лариной. На момент повествования в романе отца Татьяны уже нет в живых. Известно, что Дмитрий Ларин был добрым и человечным помещиком. Господин Ларин носил чин бригадира.
- Автор-рассказчик — Он постоянно вмешивается в ход повествования, напоминает о себе («Но вреден север для меня»), водит дружбу с Онегиным («Условий света свергнув бремя, как он, отстав от суеты, с ним подружился я в то время, мне нравились его черты»), в своих лирических отступлениях делится с читателями своими размышлениями о самых разных жизненных вопросах, высказывает свою мировоззренческую позицию. Автор в некоторых местах нарушает ход повествования и вводит в текст метатекстовые элементы («Читатель ждёт уж рифмы „розы“ — на, вот, возьми её скорей»).Он по-французски совершенно 
Мог изъясняться и писал; 
Легко мазурку танцевал 
И кланялся непринужденно; 
Чего ж вам больше? Свет решил, 
Что он умен и очень мил.А. С. Пушкин. «Евгений Онегин». Глава I. Строфа IV[3]
- Владимир Ленский — «энергичное сближение Ленского с Кюхельбекером, произведённое Ю. Н. Тыняновым[4], лучше всего убеждает в том, что попытки дать поэту-романтику в ЕО некоторый единый и однозначный прототип к убедительным результатам не приводят»[1].

По имени Владимир Ленской, 
С душою прямо геттингенской,  
Красавец, в полном цвете лет,  
Поклонник Канта и поэт.А. С. Пушкин. «Евгений Онегин». Глава II. Строфа VI
- Ольга Ларина — обобщённый образ типичной героини популярных романов; красивый внешне, однако лишённый слишком глубокого содержания. Простая, искренняя и веселая девушка, пылко любит Ленского. На год младше Татьяны.
- Татьяна Ларина
- Прасковья Ларина — мать Татьяны и Ольги (в 7-й главе кузина называет её «Пашет», что есть французский вариант для Прасковьи)
- княжна Алина, московская кузина матери
- Андрюшка, кучер
- няня Татьяны — Филипьевна
- служанки, собирающие ягоды
- Агафон, прохожий
- гости на именинах:
  - толстый Пустяков с своей супругою дородной
  - Гвоздин, владелец нищих мужиков
  - Скотинины, чета седая, с детьми всех возрастов — аллюзия на персонажей «Недоросля» Фонвизина
  - Уездный франтик Петушков, Иван Петушков
  - Мой брат двоюродный Буянов — персонаж поэмы Василия Львовича Пушкина «Опасный сосед». Будучи произведением дяди поэта, то есть практически «сыном», приходится Александру Сергеевичу «кузеном».
  - Отставной советник Флянов
  - Панфил Харликов с семьёй, в том числе Харликова — невеста перезрелых лет
  - мосье Трике
  - ротный командир
- Зарецкий
- француз Гильо (monsieur Guillot) — слуга Онегина
- горожанка молодая
- улан
- Анисья, ключница Онегина и дворовые мальчишки
- сосед-советчик матери Тани
- не названный в романе муж Татьяны Лариной, «важный генерал».

- Вероятный портрет Онегина, нарисованный А.С.Пушкиным
- А.С. Пушкин. Автопортрет с Онегиным на набережной Невы

## Упомянутые

### Вымышленные персонажи
- Дядя-старик Онегина, покойный
- отец Онегина, покойный. Банкрот. Онегин, не желая платить его долги, отказался от наследства
- Madame («мадам») — воспитательница Онегина
- Monsieur l’Abbé, француз убогой («месье аббат») — воспитатель Онегина
- «мой друг Эльвина»
- управитель дяди
- ключница дяди
- Дуня — молоденькая соседка Ленского
- отец Ленского, покойный
- Дмитрий Ларин — отец Татьяны, покойный. Бригадир
- «Грандисон», игрок и гвардии сержант — возлюбленный матери Лариной
- Акулька («Селина») — видимо, дворовая девка матери Лариной
- мать Ленского, покойная
- покойница-свекровь няни
- Ваня, муж няни. По её словам, на момент брака был моложе 13 лет (столько было самой няне)
- сваха
- отец няни
- внук няни
- Annette
- персонажи сна:
  -  медведь, чудовища: в рогах с собачьей мордой, с петушьей головой, ведьма с козьей бородой, остов чопорный и гордый, карла с хвостиком, полужуравль и полукот, рак верхом на пауке, череп на гусиной шее, мельница вприсядку пляшет
- полковник
- гусар Пыхтин — сватался к Тане.

### Реальные лица
- Talon — известный петербургский ресторатор
- Каверин — Каверин, Пётр Павлович (1794—1856) — член Союза благоденствия, приятель А. С. Пушкина[6]
- Озеров — актёр
- Младая Семёнова — актриса
- Дидло — балетный танцор и балетмейстер
- Истомина — знаменитая балерина
- Чадаев — Чаадаев, Пётр Яковлевич
- Наполеон, кукла чугунная[7](статуэтка )
- Толстой — Фёдор
- Зизи — Евпраксия Вульф, барышня из семьи Осиповых, жившая в Тригорском по соседству с Михайловским[8]
- Альбан (Альбани) — итальянский художник XVII века, ценился за изящество и тщательную отделку своих картин[8]
- Вери — парижский ресторатор
- Лепаж — ружейный мастер.

### Упомянутые писатели
- Ювенал
- Гомер, Омир
- Феокрит
- Адам Смит
- Назон — Овидий (Публий Овидий Назон), автор «Искусства любви».
- Фонвизин, друг свободы
- переимчивый Княжнин
- Катенин — перевёл «Сида» П. Корнеля, и в этом переводе трагедия была поставлена на петербургской сцене в 1822 г.
- Корнель
- колкий Шаховской
- Руссо
- важный Гримм
- Сей
- Бентам
- пиит («как описал себя пиит») — Муравьёв, «Богине Невы»
- Торкват — Торквато Тассо
- Байрон
  - Гордая лира Альбиона
  - Певец Гюльнары — Байрон. В 1810 г. он переплыл Дарданельский пролив (Геллеспонт), чтобы проверить реальную возможность мифа о Леандре и Геро. Об этом Байрон сообщал в примечаниях к «Абидосской невесте» и ко 2-й песне «Дон-Жуана»[9].
  - певец Гяура и Жуана — Байрон
- Петрарка
- Кант
- Шиллер
- Гёте
- Ричардсон
- Богданович
- Парни
- Е. А. Баратынский (Боратынкий)
- Шатобриан
- Языков
- «Критик строгий» — Вильгельм Кюхельбекер, друг Пушкина со времён Лицея, напечатавший в альманахе «Мнемозина» (ч. 2, 1824) статью «О направлении нашей поэзии, особенно лирической, в последнее десятилетие». Кюхельбекер резко нападал на модный жанр унылой элегии, приписывая распространение элегического стиля влиянию Жуковского, и призывал поэтов отказаться от элегий и писать оды[9]. Декабрист, умер в ссылке.
- Прадт — популярный в своё время либеральный французский публицист. Он печатал отдельными брошюрами обозрения европейских политических событий[9].
- Вальтер Скотт
- Лафонтен
- «Другой поэт роскошным слогом Живописал нам первый снег» — Вяземский
- Виргилий
- Расин
- Сенека
- Мартын Задека - автор толкователя снов, который читала Татьяна, безуспешно пытаясь понять смысл своего сна
- Дельвиг - поэт, друг Пушкина со времён Лицея
- Левшин
- Шишков

### Упомянутые произведения
- Людмила и Руслан — поэма Пушкина «Руслан и Людмила»
- «Энеида» — поэма Виргилия
- «Днепровская русалка» — русская переделка немецкой оперы композитора Кауера на слова Генслера «Дунайская нимфа». К трём частям в переделке Краснопольского, поставленным в Петербурге в 1803—1805 годах, Шаховской присочинил четвёртую часть, с музыкой Давыдова, в 1807 г. Арию «Приди в чертог ко мне златой» поёт русалка Леста князю Видостану[10].
- «Благонамеренный» — журнал
- Фрейшиц — опера Вебера «Волшебный стрелок» (Freischütz) (1821).
- «Корсар» — поэма Байрона
- Сбогар (Jean Sbogar) — роман Карла Нодьё.
- Дамских Мод Журнал
- Мальвина — сентиментальный роман Коттен (1801)[8]
- Собранье басен площадных
- Грамматика
- Петриада — поэма Грузинцева (1812)
- Мармонтеля третий том — по-видимому, «Нравоописательные повести»[8].
- «Философических таблиц». Судя по рукописи, Пушкин имел в виду книгу французского статистика Шарля Дюпена «Производительные и торговые силы Франции» (1827), где даны сравнительные статистические таблицы, показывающие экономику европейских государств, в том числе и России[11].

### Упомянутые герои
- Фоблас — герой серии романов Луве де Кувре, появившихся в 1787—1790 годах, тип развращённого французского дворянина XVIII века[12].
- Федра — из одноимённой трагедии Расина (шла на русской сцене в переводе М. Лобанова с 1823 г.)[6]
- Моина — из трагедии Озерова «Фингал» (1805)[6]
- Клеопатра — царица, персонаж неустановленной пьесы[6]
- Армида
- Child-Harold, Чильд Гарольд — Чайлд-Гарольд, персонаж Байрона
- дева гор, мой идеал — персонаж поэмы Пушкина «Кавказский пленник»
- пленницы берегов Салгира — персонажи поэмы Пушкина «Бахчисарайский фонтан»
- Грандисон — герой английского романа С. Ричардсона «История Чарльза Грандисона» (1753); автор наделил Грандисона всеми добродетелями[10].
- Ловлас — герой романа того же автора «История Клариссы Гарлоу» (1748) — тип развращённого соблазнителя[10].
- Бедный Йорик
- Филлида
- Светлана — персонаж баллады Жуковского
- Вандикова Мадонна — по неправильному чтению имени Ван Дейка, знаменитого фламандского художника.
- Юлия Вольмар — «Новая Элоиза» Руссо
- Малек-Адель — герой романа M-me Cottin.
- Густав де Линар — герой повести баронессы Крюднер.
- Вертер
- Кларисса — персонаж романа «Кларисса Гарлоу».
- Юлия
- Дельфина — персонаж романа «Дельфина» мадам де Сталь
- Вампир
- Мельмот — произведение Мэтьюрина.
- Вечный Жид
- «„Чужого толка“ хитрый лирик» — поэт, выведенный в сатире И. Дмитриева «Чужой толк» (1794), тип бездарного писаки, сочиняющего торжественные оды (гражданского направления)[9].
- Гюльнара — персонаж байроновского «Корсара».
- Гяур — персонаж Байрона
- Жуан — Дон Жуан, персонаж Байрона
- Чацкий

### Мифологические
они же у Пушкина часто имена небесных тел и погодных явлений.
- Зевес — Зевс
- Ромул
- Терпсихора — муза танца
- Эол — бог ветра
- Венера (Киприда)
- Диана — богиня луны
- Флора-богиня цветов
- Фортуна — богиня судьбы, удачи
- Аполлон, Феб — бог солнца, поэзии
- Лета — река забвения
- Аониды
- Гименей, Гимен — бог брака
- Ипокрена
- Лель
- Аврора — богиня утренней зари
- Регул
- Веспер — вечерняя звезда, Венера, когда она видна при заходе солнца; здесь Пушкин применил это название к Венере при её появлении перед восходом солнца[8].
- Приам
- Цирцея
- Автомедон

## География

### Реальная
- Брега Невы — Петербург:
  - Летний сад
  - Театр
  - Мильонная
- Молдавия
- Италия
  - Адриатические волны — Адриатическое море
  - Брента
- Лондон щепетильный
- Балтические волны — Балтийское море
- Париж
- Цареград — Стамбул
- Африка — прародина Пушкина
- сумрачная Россия
- Германия
  - Геттингенский университет
- надменная Москва
  - «Петровский замок» — Петровский путевой дворец
- Геллеспонт

#### Вымышленная
- деревня, где скучал Евгений — имение покойного дяди
- Красногорье — деревня Ленского
- деревня Лариных
- деревенское кладбище